# Chi Phượng vĩ
Chi Phượng vĩ (danh pháp khoa học: Delonix) tạo thành một phần của phân họ Caesalpinioideae trong họ Fabaceae. Các thành viên của chi này là các loài thực vật có hoa, với nguồn gốc từ Madagascar và miền đông châu Phi. Loài được nhiều người biết đến nhất là phượng vĩ (Delonix regia).
Một trong số các tên gọi trong tiếng Anh của nó là "Poinciana", có nguồn gốc từ tên gọi của chi Poinciana đã lỗi thời, mà trước đây trong đó các thành viên của chi Delonix đã được xếp cùng với các loài thuộc chi Caesalpinia.

## Các loài
- Delonix baccal (Chiov.) Baker f., 1930: Ethiopia, Kenya, Somalia.
- Delonix boiviniana (Baill.) Capuron, 1968: Madagascar.
- Delonix brachycarpa (R.Vig.) Capuron, 1968: Madagascar.
- Delonix decaryi (R.Vig.) Capuron, 1968: Madagascar.
- Delonix edule (H.Perrier) Babineau & Bruneau, 2017: Madagascar. Chuyển từ chi đơn loài Lemuropisum.
- Delonix elata (L.) Gamble, 1919: Bản địa Djibouti, Ai Cập, Cộng hòa Dân chủ Congo, Eritrea, Ethiopia, Kenya, Oman, Saudi Arabia, Somalia, Sudan, Tanzania, Uganda, Yemen, Zambia. Du nhập vào Ấn Độ (quần đảo Andaman, Assam), quần đảo Leeward, Maldives, Myanmar, Namibia, Pakistan, Sri Lanka, Tây Himalaya.
- Delonix floribunda (Baill.) Capuron, 1968: Tây và tây nam Madagascar.
- Delonix leucantha (R.Vig.) Du Puy, Phillipson & R.Rabev., 1995: Namoroka (tây Madagascar).
- Delonix pumila Du Puy, Phillipson & R.Rabev., 1995: Đông bắc Toliara ở tây nam Madagascar.
- Delonix regia (Bojer ex Hook.) Raf., 1837 - Phượng vĩ. Loài bản địa Madagascar,[3] nhưng đã du nhập vào nhiều nơi trong khu vực nhiệt đới và cận nhiệt đới toàn thế giới.
- Delonix tomentosa (R.Vig.) Capuron, 1968: Cao nguyên Ankara ở miền tây Madagascar.
- Delonix velutina (R.Vig.) Capuron, 1968: Miền bắc Madagascar.

## Hình ảnh

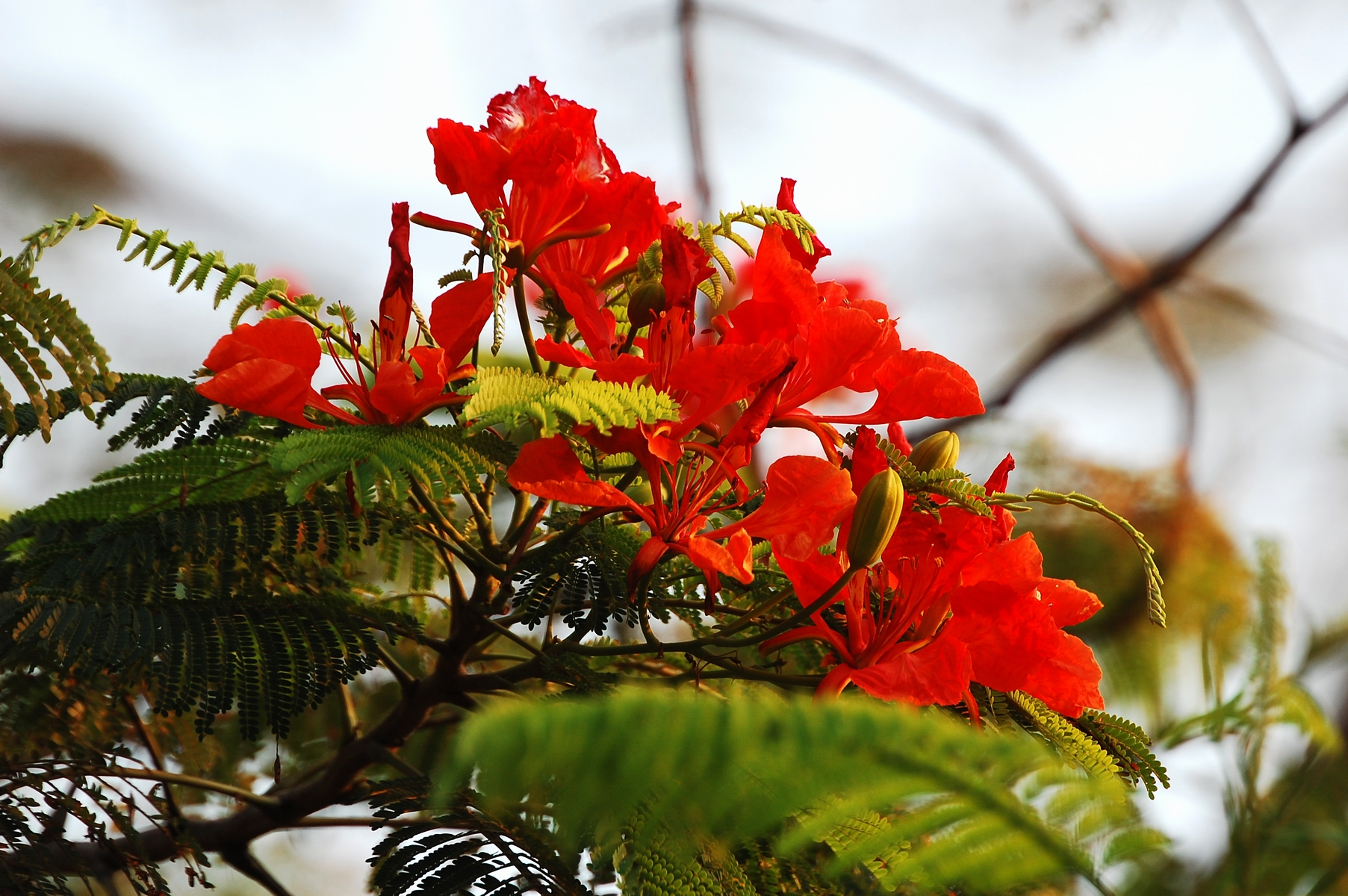
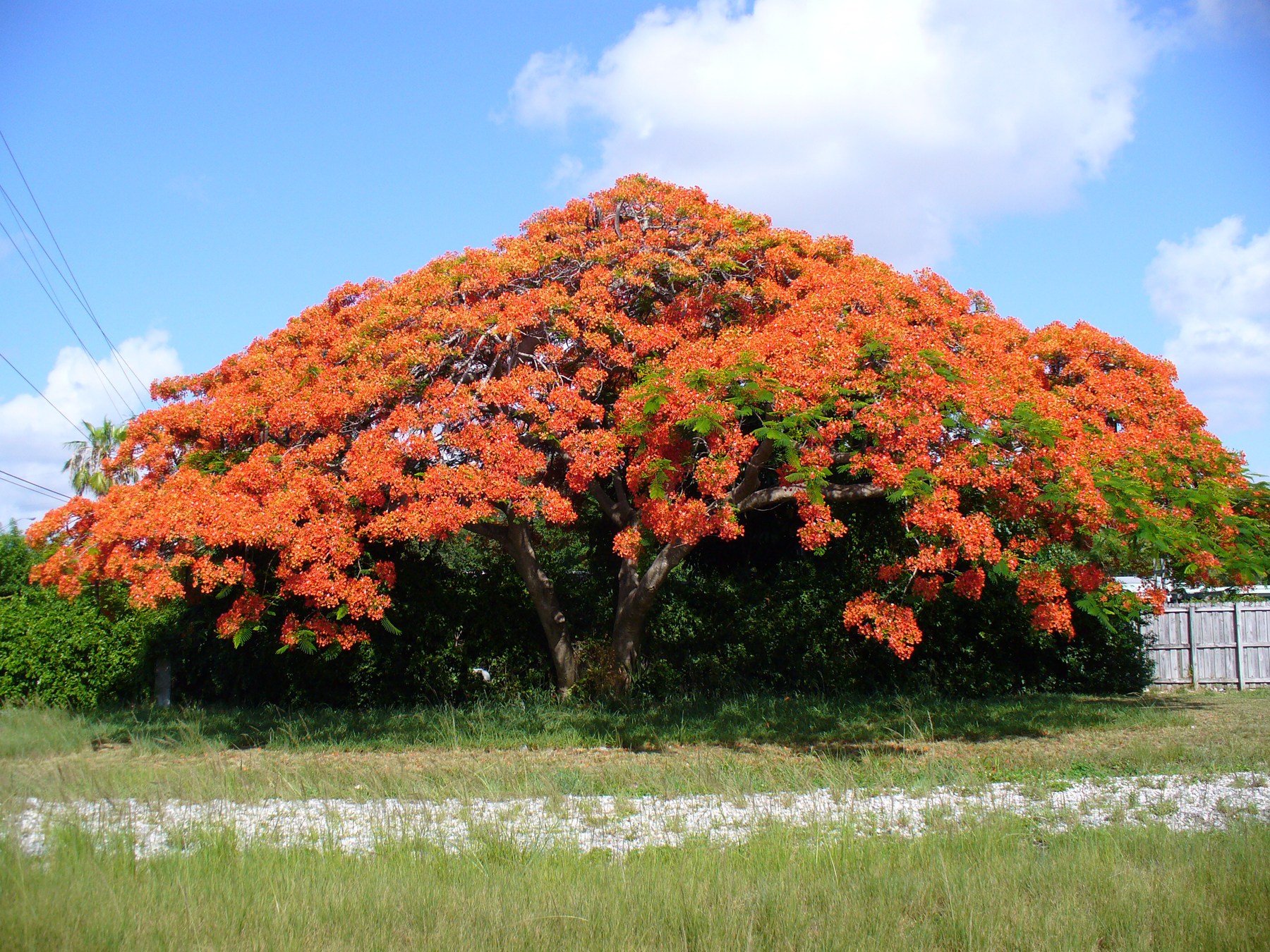
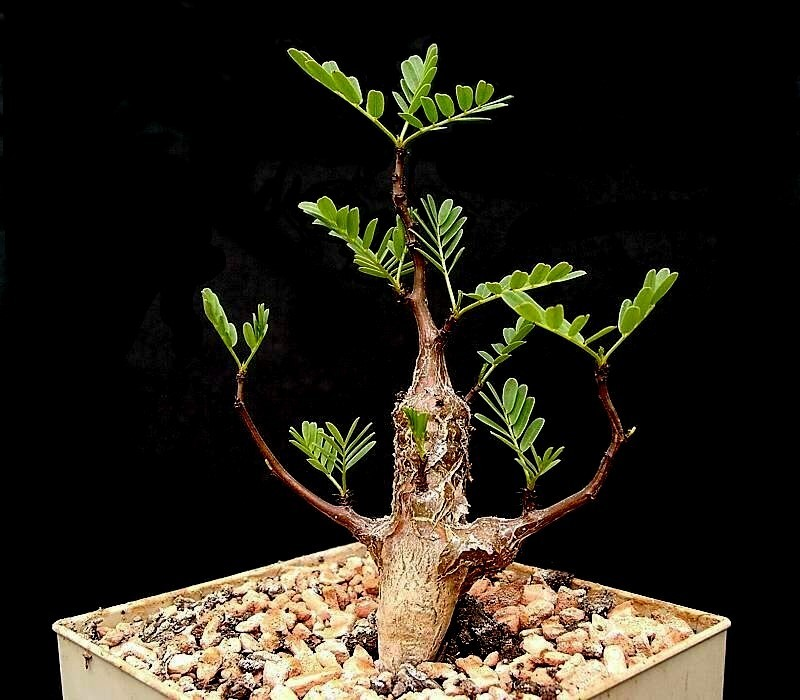
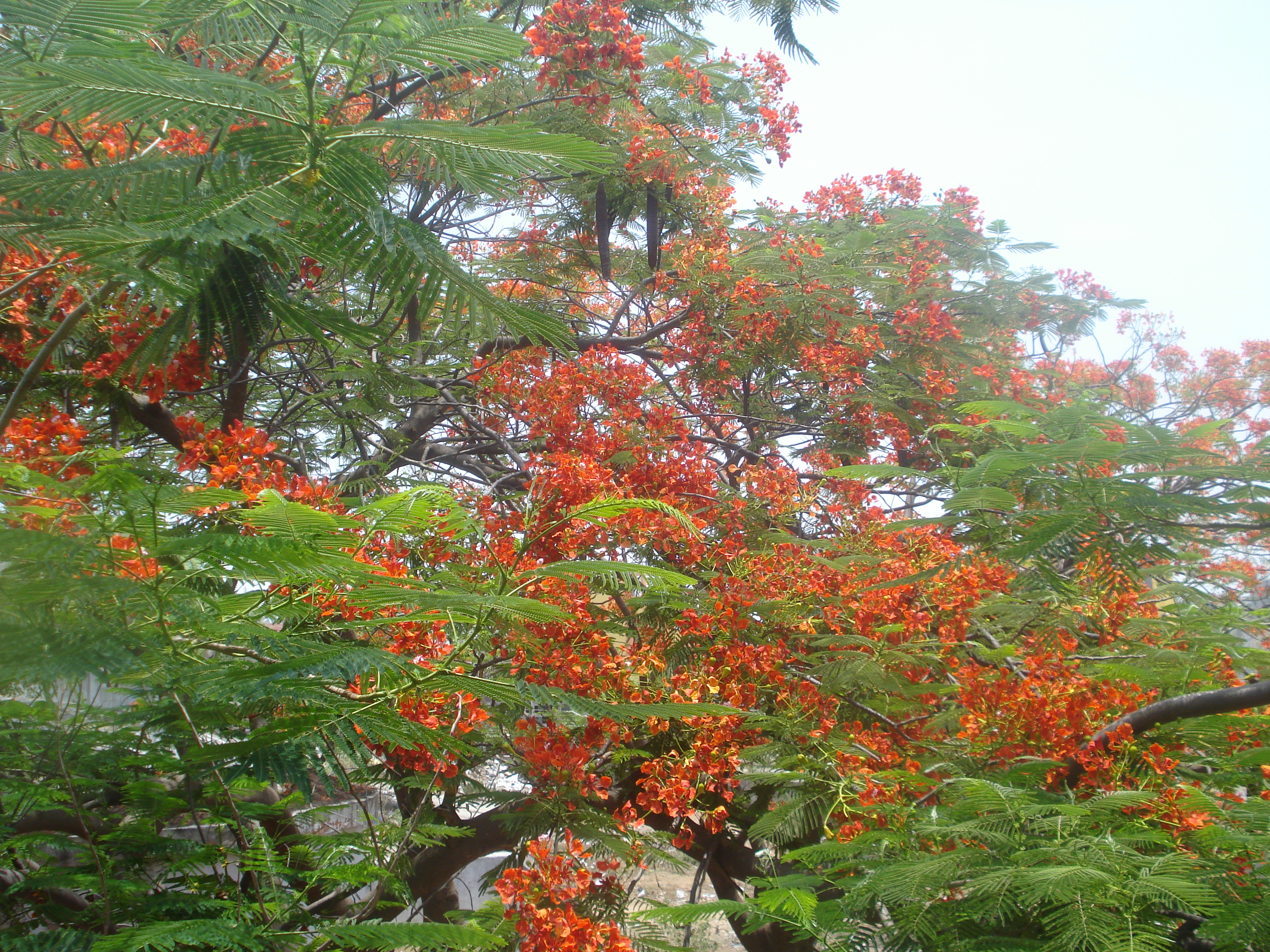